# AsiaWorld–Arena
AsiaWorld–Arena (tiếng Trung: 亞洲國際博覽館 Arena, còn được gọi là "Hội trường 1 của AsiaWorld–Expo") là một địa điểm biểu diễn trong nhà ở Hồng Kông. Đây là địa điểm biểu diễn trong nhà có sức chứa lớn nhất ở Hồng Kông. Địa điểm có sức chứa tối đa là 14.000 chỗ ngồi/16.000 người (cả chỗ ngồi lẫn chỗ đứng), khoảng cách từ trần nhà đến sàn là 19 mét và tổng diện tích sàn là 10.880 m2 (117.100 foot vuông). AsiaWorld–Arena nằm bên cạnh Sân bay quốc tế Hồng Kông. Nơi đây được sử dụng để tổ chức các buổi hòa nhạc, sự kiện thể thao, cũng như các sự kiện giải trí khác.

## Những buổi hòa nhạc

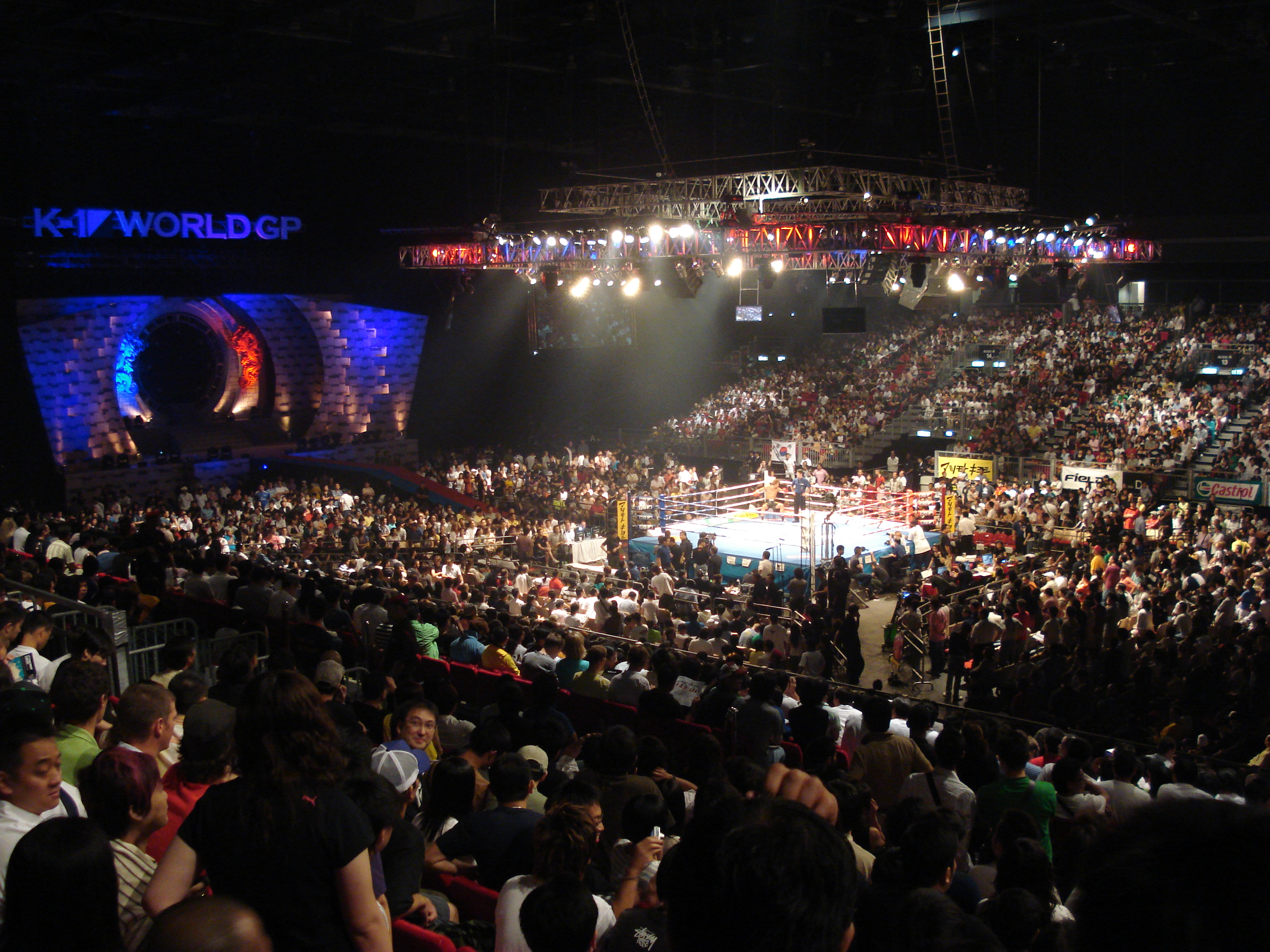
"K-1 World Grand Prix" diễn ra ở AsiaWorld-Arena.

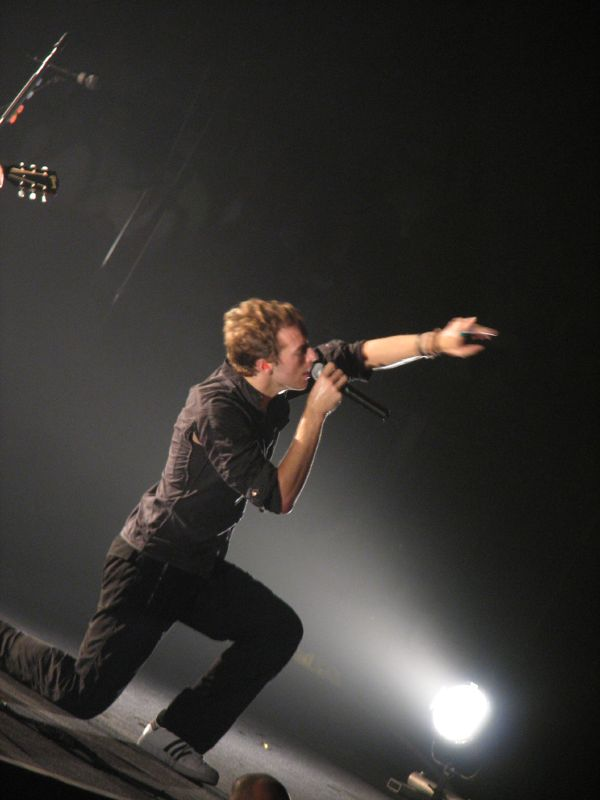
Coldplay trong tour diễn ở AsiaWorld.

Kể từ khi khai mạc vào ngày 21 tháng 12 năm 2005, nơi đây đã được dùng để tổ chức những buổi biểu diễn của các nghệ sĩ quốc tế, cũng như các ca-nhạc sĩ địa phương.

### 2006-2009
| Ngày                      | Nghệ sĩ                                           | Ghi chú                                           |
| ------------------------- | ------------------------------------------------- | ------------------------------------------------- |
| 25 tháng 2 năm 2006       | Oasis - Don't Believe the Truth Tour              |                                                   |
| 13 tháng 7 năm 2006       | Coldplay - Twisted Logic Tour                     |                                                   |
| 16 tháng 7 năm 2006       | The Black Eyed Peas - Monkey Business Tour        |                                                   |
| 9 tháng 9 năm 2006        | Westlife - Face to Face Tour                      |                                                   |
| 3 tháng 3 năm 2007        | Muse - Black Holes and Revelations Tour           |                                                   |
| 3 tháng 7 năm 2007        | Christina Aguilera - Back to Basics Tour          |                                                   |
| 16 tháng 8 năm 2007       | Gwen Stefani - The Sweet Escape Tour              |                                                   |
| 20 tháng 11 năm 2007      | Linkin Park - Linkin Park Live in Hong Kong       |                                                   |
| 29 tháng 1 năm 2008       | My Chemical Romance - The Black Parade World Tour |                                                   |
| 28 tháng 2 năm 2008       | Back Tour                                         |                                                   |
| 20 và 21 tháng 9 năm 2008 | Ayumi Hamasaki - ayumi hamasaki ASIA TOUR         |                                                   |
| 29 tháng 2 năm 2009       | Backstreet Boys - Unbreakable Tour                |                                                   |
| 19 tháng 3 năm 2008       | Maroon 5 - Maroon 5 Live In Hong Kong             |                                                   |
| 20 tháng 5 năm 2008       | Elton John - Rocket Man: Greatest Hits Live       |                                                   |
| 29 tháng 7 năm 2008       | Alicia Keys - As I Am Tour                        |                                                   |
| 5 tháng 8 năm 2008        | Simple Plan - Live N' Loud Hong Kong 2008         |                                                   |
| 18 tháng 8 năm 2008       | Avril Lavigne - Avril Lavigne Live In HK 2008     |                                                   |
| 27 tháng 11 năm 2008      | Kylie Minogue - KylieX2008                        | Số người tham dự: 8,798 Doanh thu: US$ 1.070.819  |
| 25 tháng 3 năm 2009       | Coldplay - Viva la Vida Tour                      | Số người tham dự: 11,371 Doanh thu: US$ 1.260.623 |
| 1 tháng 4 năm 2009        | Sarah Brightman - The Symphony World Tour         |                                                   |
| 18 tháng 9 năm 2009       | Super Junior - Super Show 2                       | Số người tham dự: 14,793                          |
| 12 tháng 12 năm 2009      | SS501 - Persona tour                              |                                                   |

### 2010-hiện tại
| Ngày                               | Nghệ sĩ                                                        | Ghi chú                                           |
| ---------------------------------- | -------------------------------------------------------------- | ------------------------------------------------- |
| 16 tháng 1 năm 2010                | Green Day - 21st Century Breakdown World Tour                  |                                                   |
| 6 tháng 2 năm 2010                 | Muse - The Resistance Tour                                     |                                                   |
| 10 tháng 5 năm 2010                | Deep Purple - Rapture of the Deep tour                         |                                                   |
| 13 tháng 5 năm 2010                | Justin Bieber - My World Tour                                  |                                                   |
| 3 tháng 12 năm 2010                | Gorillaz - Escape to Plastic Beach Tour                        |                                                   |
| 21 tháng 2 năm 2011                | Taylor Swift - Speak Now World Tour                            | Số người tham dự: 12,573 Doanh thu: US$ 1.030.633 |
| 4, 5, 6, 10 và 11 tháng 3 năm 2011 | Faye Wong - Faye Wong Tour                                     |                                                   |
| 7 tháng 5 năm 2011                 | Avril Lavigne - Black Star Tour                                |                                                   |
| 26 tháng 6 năm 2011                | Yui                                                            |                                                   |
| 14 tháng 8 năm 2011                | Paramore - Brand New Eyes World Tour                           |                                                   |
| 6 tháng 9 năm 2011                 | Linkin Park - A Thousand Suns World Tour                       |                                                   |
| 27 tháng 9 năm 2011                | Westlife - Gravity Tour                                        |                                                   |
| 10 tháng 1 năm 2012                | Simple Plan                                                    |                                                   |
| 15 tháng 1 năm 2012                | Girls' Generation - Girls' Generation Tour                     |                                                   |
| 21 tháng 2 năm 2011                | Evanescence                                                    |                                                   |
| 3 tháng 3 năm 2012                 | Westlife - Greatest Hits Tour                                  | Số người tham dự: 12,573 Doanh thu: US$ 1.030.633 |
| 3 tháng 3 năm 2012                 | L'Arc-en-Ciel                                                  |                                                   |
| 2, 3, 5 và 7 tháng 5 năm 2012      | Lady Gaga - Born This Way Ball                                 | Số người tham dự: 51,613 Doanh thu: US$ 7.893.195 |
| 2012                               | Jacky Cheung - 1/2 Century World Tour                          |                                                   |
| 23 tháng 6 năm 2012                | Music Bank World Tour                                          |                                                   |
| 24 tháng 6 năm 2012                | Jason Mraz - iTunes live from Hong Kong                        |                                                   |
| 24 tháng 7 năm 2012                | The Stone Roses                                                |                                                   |
| 4 tháng 8 năm 2012                 | Snow Patrol - Fallen Empires Tour                              |                                                   |
| 27 tháng 9 năm 2012                | Maroon 5 - Overexposed Tour                                    |                                                   |
| 27 tháng 10 năm 2012               | SHINee                                                         | Số người tham dự: 10,000                          |
| 4 tháng 11 năm 2012                | Chicago                                                        |                                                   |
| 13 tháng 11 năm 2012               | LMFAO - Sorry for Party Rocking Tour                           |                                                   |
| 28 tháng 11 năm 2012               | Jennifer Lopez - Dance Again World Tour                        |                                                   |
| 8, 9 và 10 tháng 12 năm 2012       | Big Bang - Big Bang Alive Galaxy Tour 2012                     | Số người tham dự: 35,000                          |
| 19 tháng 1 năm 2013                | TVXQ! - TVXQ! World Tour Catch Me                              | Số người tham dự: 10,000                          |
| 16 tháng 3 năm 2013                | Namie Amuro - Namie Amuro ASIA TOUR 2013                       | Số người tham dự: 14,000                          |
| 6 tháng 5 năm 2013                 | Blur                                                           |                                                   |
| 10 và 11 tháng 5 năm 2013          | CN Blue - Blue Moon World Tour                                 | Số người tham dự: 7,000                           |
| 10 tháng 5 năm 2013                | David Guetta - Live In Hong Kong 2013                          | Triển lãm AsiaWorld Hội trường 10                 |
| 17 và 18 tháng 5 năm 2013          | G-Dragon - G-Dragon 2013 1st World Tour                        |                                                   |
| 8 tháng 6 năm 2013                 | Shinhwa - 2013 Shinhwa Grand Tour in Hong Kong: The Classic    | Số người tham dự: 15,000                          |
| 15 và 16 tháng 6 năm 2013          | Super Junior - Super Show 5                                    | Số người tham dự: 24.000                          |
| 10 tháng 8 năm 2013                | T-ara - It's T-ara Time Live in Hong Kong 2013                 | Số người tham dự: 10,000                          |
| 11 tháng 8 năm 2013                | Air Supply - Live In Hong Kong 2013                            |                                                   |
| 13 tháng 8 năm 2013                | The Smashing Pumpkins - Live In Hong Kong 2013                 |                                                   |
| 13 tháng 8 năm 2013                | Linkin Park - Living Things World Tour 2013                    |                                                   |
| 18 tháng 8 năm 2013                | Infinite - 2013 Infinite 1st World Tour 'ONE GREAT STEP'       |                                                   |
| 22, 23, 24 và 25 tháng 8 năm 2013  | Michael Jackson: The Immortal World Tour                       |                                                   |
| 24 tháng 8 năm 2013                | The Killers - Battle Born World Tour                           |                                                   |
| 9 và 10 tháng 11 năm 2013          | Girls' Generation - Girls' Generation World Tour Girls & Peace | Số người tham dự: 22,000                          |
| 22 tháng 11 năm 2013               | Mnet Asian Music Awards                                        |                                                   |
| 12 tháng 1 năm 2014                | James Blunt - James Blunt Moon Landing 2014 World Tour         |                                                   |
| 23 tháng 1 năm 2014                | Sarah Brightman - Dreamchaser World Tour                       |                                                   |
| 25 tháng 1 năm 2014                | Miss A - Fans Party                                            | Triển lãm AsiaWorld Hội trường 10                 |
| 13 tháng 2 năm 2014                | Avril Lavigne - Avril Lavigne On Tour                          |                                                   |
| 20 tháng 3 năm 2014                | Macklemore và Ryan Lewis                                       | Số người tham dự: 5,000                           |
| 22 tháng 3 năm 2014                | 2NE1 - AON: All Or Nothing World Tour                          | Số người tham dự: 10,000                          |
| 29 và 30 tháng 3 năm 2014          | Bruno Mars - The Moonshine Jungle Tour                         |                                                   |
| 17 và 18 tháng 5 năm 2014          | CNBLUE - 2014 CNBLUE LIVE - Can't Stop                         |                                                   |
| 1 và 2 tháng 6 năm 2014            | EXO - EXO FROM. EXOPLANET ＃1 - THE LOST PLANET                |                                                   |
| 28 tháng 6 năm 2014                | Teen Top - TEEN TOP 2014 World Tour High Kick in Hong Kong     | Triển lãm AsiaWorld Hội trường 10                 |
| 13 tháng 7 năm 2014                | Daft Punk - Daft Punk Asia Tour Live in Hong Kong 2014         |                                                   |
| 26 tháng 9 năm 2014                | Pet Shop Boys – Electric Tour                                  |                                                   |
| 18 tháng 3 năm 2015                | One Direction - On the Road Again Tour                         |                                                   |
| 27 tháng 1 năm 2017                | Britney Spears - Britney: Live in Concert                      |                                                   |
| 19 tháng 5 năm 2019                | Tiết Chi Khiêm - Skyscraper World Tour                         |                                                   |
| 13, 14 và 15 tháng 1 năm 2023      | Blackpink - Born Pink World Tour                               | Số người tham dự: 32.312 Doanh thu: $8.270.805    |

## Những sự kiện khác
Đây cũng đã từng được dùng để tổ chức lễ kỷ niệm 10 năm của đài Truyền hình Phượng Hoàng và cuộc thi Hoa hậu Trung Quốc Cosmos Pageant, cũng như những cuộc thi đấu thể thao như K-1 World Grand Prix năm 2007 và Vô địch khiêu vũ Hong Kong IDSF châu Á Thái Bình Dương.
Nó cũng được dùng để tổ chức Walking with Dinosaurs - The Arena Spectacular từ ngày 22 tháng 12 năm 2010 đến ngày 2 tháng 1 năm 2011.
Vào ngày 17 tháng 9 năm 2013, nó đã được công bố bởi kênh truyền hình Mnet rằng Mnet Asian Music Awards năm 2013 sẽ diễn ra ở đây vào thứ sáu ngày 22 tháng 11 năm 2013.